# شگوواری
شگوواری (به لاتین: Shegovary) یک منطقهٔ مسکونی در روسیه است که در استان آرخانگلسک واقع شده‌است.